# ソルガ
ソルガ（伊: Sorgà）は、イタリア共和国ヴェネト州ヴェローナ県にある、人口約2,900人の基礎自治体（コムーネ）。

## 地理

### 位置・広がり

#### 隣接コムーネ
隣接するコムーネは以下の通り。括弧内のMNはマントヴァ県所属を示す。
- カステル・ダーリオ (MN)
- カステルベルフォルテ (MN)
- エルベ
- ガッツォ・ヴェロネーゼ
- ノガーラ
- サン・ジョルジョ・ビガレッロ (MN)
- ヴィッリンペンタ (MN)

### 気候分類・地震分類
気候分類では、zona E, 2396 GGに分類される。
また、イタリアの地震リスク階級 (it) では、zona 3 (sismicità bassa) に分類される。